# Plavi pomak
Plavi pomak je skraćivanje valne duljine elektromagnetskog zračenja uzrokovano gibanjem izvora zračenja prema promatraču. Izražava se omjerom promjene valne duljine i same valne duljine (z=Δλ/λ). 

## Poveznice
- Dopplerov efekt
- Crveni pomak
- Hubbleov zakon